# Tatsuko Hoshino
Tatsuko Hoshino (1903 -1984) fue una poeta japonesa de haiku durante la Era Shōwa de Japón.

## Primeros años
Hoshino nació en Kōjimachi, Tokio, fue hija del poeta y novelista Takahama Kyoshi. Asistió a la universidad cristiana para mujeres de Tokio. Después de casarse con el nieto de Hoshino Tenchi, fue animada por su padre a empezar a escribir haiku y pronto mostró un talento asombroso.

## Carrera literaria
En 1930 Hoshino fundó una revista de haiku llamada Tamamo exclusivamente para mujeres. Dos años más tarde, se unió al círculo literario Hototogisu donde compartió la posición de liderazgo con la poeta de haiku Nakamura Teijo. A ambas se les unieron más adelante Hashimoto Takako y Mitsuhashi Takajo.
En 1937 Hoshino publicó su primera antología de haiku, a la cual siguieron otros volúmenes incluyendo Kamakura, Sasame y Jitsui. Su estilo permaneció fiel a la insistencia de su padre en las formas tradicionales, y en el uso del simbolismo natural, pero estuvo templado con su amor por la naturaleza y una aproximación suave y femenina a la vida diaria.
Después de la muerte de su padre, Hoshino se convirtió en la seleccionadora de haiku para el periódico Asahi Shimbun, y contribuyó en columnas de haiku en varios diarios y revistas.
Además de haiku, publicó también documentales de viaje, incluyendo Tamamo haiwa ("Historias del Grupo Tamamo") y Yamato Seki-Butsu ("Budas de Piedra de Yamato").
Hoshino empezó viviendo en Kamakura, en la prefectura de Kanagawa en 1911 siguiéndole un corto periodo en Tokio, volvió a Kamakura en 1931, creyéndolo un lugar ideal para criar a sus hijos. Falleció en 1984 a la edad de 80 años. Su tumba se encuentra en el templo de Jufuku-ji en Kamakura.